# 瓦伊拉斯區

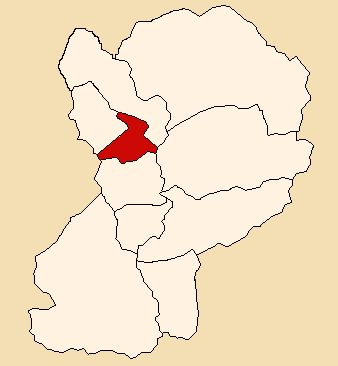

瓦伊拉斯區（西班牙語：Distrito de Huaylas），是秘魯的一個區，位於該國北部安卡什大區的瓦伊拉斯省，面積56.89平方公里，海拔高度2,721米，2005年人口1,811，人口密度為每平方公里32人。